# 一路响叮当
《一路响叮当》（英語：Jingle All the Way）是一部1996年上映的美国家庭喜剧片，由布莱恩·莱温特执导，兰迪·科恩菲尔德（Randy Kornfield）编剧，其灵感来源于现实生活中两种分别名叫金刚战士和椰菜娃娃的圣诞节玩具被抢购一空的经历。克里斯·哥伦布、迈克尔·巴纳森、马克·拉德克里夫（Mark Radcliffe）共同担任制片人，哥伦布还改写了剧本，在其中增加了讽刺圣诞节期间商业化炒作的内容。主要演员包括阿诺德·施瓦辛格、辛巴达、菲尔·哈特曼、麗塔·威爾遜、罗伯特·康瑞德、杰克·洛伊德和詹姆斯·贝鲁什。电影主要剧情围绕着两个相互敌对的父亲展开，工作狂霍华德·兰斯顿（Howard Langston，施瓦辛格饰）和邮局雇员马隆·拉纳比（Myron Larabee，辛巴达饰）争相要在圣诞节当晚为自己的孩子买到一个玩具。
20世纪福克斯公司同意发行本片，并且因为重拍《决战猩球》计划的推迟，施瓦辛格也加入剧组。哥伦布选择了由辛巴达而不是乔·佩西来出演拉纳比一角。影片于1996年4月中旬开始在明尼苏达州的明尼阿波利斯—圣保罗都会区多个地点进行拍摄，其中包括布隆明顿的美国购物中心等。5个星期后摄制组回到加利福尼亚州拍摄电影结尾部分的镜头。
虽然有些评论家感觉《一路响叮当》很适合合家观看，但该片却收到了广泛的负面评论。很多批评都集中在电影剧本对圣诞节商业化的着重表现，莱温特的执导功力以及施瓦辛格的表演上。不过这部电影在商业上的表现倒还可圈可点，全球票房收入为1亿2900万美元。2001年，福克斯公司被法官判定侵犯而需向默里·希尔出版公司赔偿1900万美元，不过这一判决3年后被上诉法院推翻。

## 剧情

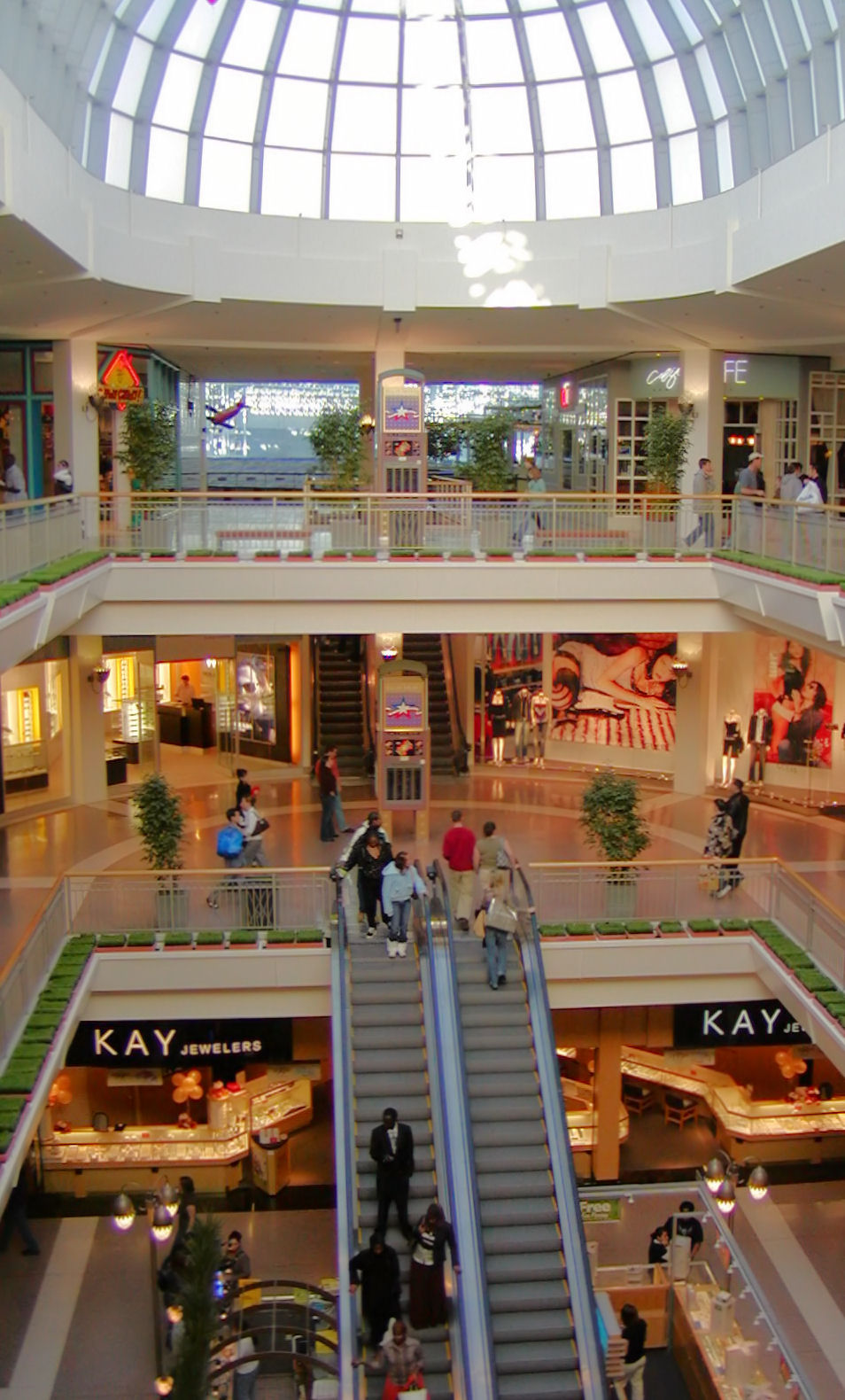
电影中的部分镜头是在明尼苏达州第5大城市布隆明顿 (明尼苏达州)的美国购物中心拍摄的

霍华德·兰斯顿（Howard Langston，阿诺德·施瓦辛格饰）是一位工作起来没完没了的床垫销售员，他因此经常忽视了妻子丽兹（Liz，丽塔·威尔逊饰）和年幼的儿子吉米（Jamie，杰克·洛伊德饰）。特别是隔壁离婚了的“超级老爸”泰德·默尔汀（Ted Maltin，菲尔·哈特曼饰），他总是把霍华德衬托成一个一无是处的丈夫和爸爸。错过吉米的空手道课程后，霍华德决心要通过满足吉米的终极圣诞愿望来作出补偿：给他买一个叫“涡轮超人”的动作玩偶，这是一档大受欢迎儿童电视节目中超级英雄主角的衍生产品。路上，霍华德认识了邮局雇员马隆·拉纳比（Myron Larabee，辛巴达），两人很快成为了这场购买动作玩偶艰难游戏中的竞争者。
这天早上，霍华德曾因交通违章而被一位亚历山大·汉梅尔警官（Alexander Hummell，罗伯特·康瑞德饰）拦下，到了下午寻找玩具的过程中，他又多次撞上这位警官。跑了好几家商场都没能买到这个玩偶后，霍华德打算从一家美国购物中心的“圣诞老人”（詹姆斯·贝鲁什饰）手上买下他的涡轮超人，谁料想，此人竟是一帮假冒伪劣玩具制造商的头领。于是当霍华德指责“圣诞老人损害了圣诞节的价值”时，他与这帮人陷入了争吵并且情况开始不利，之后一位卧底警探的现身才令他侥幸脱险。
晚些时候霍华德又遇上了马隆，两人在一家店里喝咖啡时从收音机中听到当地的“KQRS”广播电台D.J.（马丁·马尔饰）正在举办一场奖品正是涡轮超人玩偶的比赛，可当两人赶到电台时却发现所谓的奖品只是张礼品券。更倒霉的是，霍华德的车也被人偷了，回着双手回到家的他看到“超级老爸”正在装饰圣诞树时气坏了，并打算进去偷走泰德为儿子约翰尼准备的涡轮超人，不过真的拿到玩偶时他还是觉得自己不能这么做。没想到偏偏这在这时候他被泰德发现了，丽兹得知后对他非常失望。
霍华德决定和全家一起参加市内的冬季娱乐大游行，并向儿子承诺自己一定做到。与此同行，杰米和马隆的儿子约翰尼一起参加游行时泰德向丽兹表明了自己的心意，但丽兹拒绝了他。到达游行现场时，霍华德又撞到了汉梅尔警官身上，还泼了他一身的热咖啡。随后的追逐中他慌不择路地跑进一间为涡轮超人真人特技表演者准备的化妆室，变身“真人版”涡轮超人，并利用这个机会将儿子梦寐以求的限量版玩偶展示给吉米。但就在儿子认出这个涡轮超人就是自己爸爸前，吉米被化妆成涡轮超人死对头“摄魂怪”的马隆追得团团转，原来这家伙居然将真正的演员绑了起来并穿上了对方的服装。而霍华德也只能拼命追赶，只是这身服装和设备实在不大听话......
最终涡轮超人在众人面前又一次打败了摄魂怪，霍华德也在儿子面前取下了面具等伪装，然后他诚恳地向惊讶的汉梅尔警官道歉。马隆被逮捕了，但他还是拼命大喊着来向自己的儿子解释这到底什么情况。吉米看到这样的情景心中很感动，于是将玩偶送给了约翰尼并告诉霍华德自己的爸爸就是“真正的涡轮超人”所以他也不需要这个玩偶了，围观的人们也将霍华德举起来赞扬他“英勇的壮举”。

## 演员
- 阿诺德·施瓦辛格饰霍华德·兰斯顿
- 辛巴达（英语：Sinbad (entertainer)）饰马隆·拉纳比
- 菲尔·哈特曼饰泰德·默尔汀
- 丽塔·威尔逊饰丽兹·兰斯顿
- 罗伯特·康瑞德（英语：Robert Conrad）饰汉梅尔警官
- 马丁·马尔（英语：Martin Mull）饰D.J.
- 杰克·洛伊德（英语：Jake Lloyd）饰吉米·兰斯顿
- 詹姆斯·贝鲁什饰购物商场的圣诞老人
- E·J·德拉佩纳（E.J. De La Pena）饰约翰尼
- 理查德·摩尔（英语：Richard Moll）饰摄魂怪
- 丹尼尔·里尔丹（英语：Daniel Riordan）饰涡轮超人

## 制作

### 发展
《一路响叮当》的创作灵感来源于20世纪80年代末至90年代初两种分别叫金刚战士和椰菜娃娃圣诞节玩具的高需求，这两种玩具常常导致消费者激烈的搜索，甚至偶尔会出现暴力相向的抢夺战。兰迪·科恩菲尔德亲眼目睹表亲在圣莫尼卡一家玩具店打算给儿子买一个“金刚战士”玩具的经历后撰写了本片的剧本。制片人克里斯·哥伦布在1995年皮克斯工作室动画长片《玩具总动员》上映后打算买一个像片中“巴斯光年”那样的动作玩偶时也有类似经历。因此他改写了科恩菲尔德的剧本，并且最终获得了20世纪福克斯公司的首肯。哥伦布表示自己总是会“被一年中最快乐节日的黑暗面所吸引”，所以他在剧本中增加了对圣诞节商业化的讽刺内容。
福克斯公司选择由布莱恩·莱温特来执导本片，哥伦布表示莱温特“知道故事的笑点所在”并且“非常热烈和振奋，他知道自己想要怎么做。”莱温特则说：“对我来说这个故事的重点是父与子……一个有关爱的故事和一个父亲给孩子买一个涡轮超人玩偶的旅程。事实上作为一个电影人，设计一个玩具并拍摄广告，制作睡衣和漫画书这样的事情对我来说很有趣。不过归根究底，这是一部有关爱和建设一个更美好家庭这样真正甜蜜事情的电影。我想这也与我一向的作品相吻合。”
阿诺德·施瓦辛格很快被选中担任主演，他因福克斯公司重拍《决战猩球》计划的再次延迟而于1996年2月空出了档期。哥伦布也退出了该片的计划来制作《一路响叮当》。这是继《龙兄鼠弟》、《幼儿园警探》和《魔鬼二世》以来施瓦辛格主演的第4部喜剧片，有报导指他获得的片酬达两千万美元。他表示自己很喜欢这部电影，亲身体验了在最后时刻进行圣诞购物的感觉，并且对在一部家庭电影中出演一位“普通人”感到很受吸引。哥伦布起初想请乔·佩西来扮演马隆一角，不过之后还是选中了喜剧演员辛巴达，部分原因是因为他与施瓦辛格的体型有相似之处。开始时施瓦辛格的经济人建议由辛巴达来扮演这一角色，虽然他自己认为这个角色会令观众产生同情而不是憎恨，但制片人感觉他不是很适合出演这么一个恶棍，并且还会对且一向面向家庭进行清白表演的名声有损。此外，他还因为需要与第一夫人希拉里·克林顿和音乐家雪儿·克劳一起出席联合服务组织在波斯尼亚和黑塞哥维那举行的巡演而错过了试镜。但哥伦布还是等到他回来后允许他再来试镜，并且虽然辛巴达觉得自己“搞砸了”，但他还是得到了这个角色，片中马隆的大部分台词都是他即兴发挥的。施瓦辛格同样也在与辛巴达的角色交流时即兴发挥了不少台词内容。

### 拍摄
1996年4月15日，《一路响叮当》在明尼苏达州开拍并持续了5个星期；当时这也是该州最具规模的电影制作活动。具体拍摄地点包括明尼阿波利斯—圣保罗都会区布隆明顿的美国购物中心、明尼阿波利斯市中心等，工作室对该州“半寒冷的天气”和美国购物中心的环境很满意。施瓦辛格表示当地人们都很“乖巧”而“合作”，但导演莱温特发现由于前来观看人群发出的声音，电影的拍摄工作经常无法正常进行，美国购物中心的情况更是如此。但总体上来说，导演还是认为当地人都是“可敬”和“可爱的人们”。开拍前莱温特花了数月时间在这一区域进行考察。为了逻辑上更合理，电影也将明尼阿波利斯和圣保罗当成同一个城市，片中的警察就显示是“双城警察”。此外，该市的假日游行也更名为冬季娱乐大游行并且改为白天在第二大道举行而不是晚上在一家商场内进行。莱温特本想在夜间拍摄游行镜头，但之后由于技术上的原因而被否决。
最终考虑到安全方面因素，电影游行的镜头实际上是在加利福尼亚州好莱坞环球影城的纽约市街道外景地拍摄的。工作人员将这里布置得和第二大道非常相似，游行时由直升机在上空拍摄，之后将镜头与在第二大道拍摄的真实画面缝合，所以看上去几乎一模一样，这一段镜头一共花了三个星期的时间来拍摄，现场动用了1500名群众演员和三辆定制的游行花车。电影中商店内部的几个镜头是在洛杉矶拍的，为拍摄仓库中那场霍华德与“圣诞老罪犯”之间的打斗戏，剧组还在帕萨迪纳租用了一个仓库。涡轮超人是专门为这部电影设计和创作的，这意味着片中所有与其此有关的广告和电视节目都是莱温特拍摄的。并且其所有包装、产品和道具都是一次性定制，还需力求看上去“更真实，就像他们都是一起（批量）生产出来的一样”。与哥伦布和莱温特一起，艺术指导莱斯利·麦克唐纳德（Leslie McDonald）与角色设计师蒂姆·弗拉特瑞（Tim Flattery）制作了涡轮超人、摄魂怪等道具，并帮助制作了电影高潮段落所需使用的全尺寸涡轮超人。整部电影的主体制作于8月完成，哥伦布则继续“对画面进行微调直到最后一分钟”，并多次进行试映“来看看观众究竟会在哪些段落大笑”。

## 原声带
1996年11月26日，TVT唱片发行了本片的CD原声带唱片，不过其中只包括了两段作曲家大卫·纽曼为电影谱写的曲目，其它曲目则既有电影中出现过的他人创作作品，还有没出现过的圣诞歌曲。2008年11月3日，片中全部23段纽曼谱写的曲目发行了一张特别收藏版原声带。

### 曲目列表
| 曲序 | 曲目                                     | 词曲                                                     | 艺术家                         | 时长 |
| ---- | ---------------------------------------- | -------------------------------------------------------- | ------------------------------ | ---- |
| 1.   | 铃儿响叮当                               | 詹姆斯·皮尔蓬特                                          | 布莱恩·塞泽管弦乐团            | 2:18 |
| 2.   | So They Say It's Christmas               | 布莱恩·塞泽                                              | 罗·罗尔斯、布莱恩·塞泽管弦乐团 | 4:05 |
| 3.   | Sleigh Ride                              | 勒罗伊·安德森、米切尔·帕里希                             | 達琳·洛芙、布莱恩·塞泽管弦乐团 | 2:36 |
| 4.   | Run Rudolph Run                          | 马文·布罗迪（Marvin Brodie）、约翰尼·马克斯              | 查克·贝里                      | 2:44 |
| 5.   | It's the Most Wonderful Time of the Year | 爱德华·保拉、乔治·怀尔                                   | 约翰尼·马西斯                  | 2:47 |
| 6.   | Merry Christmas Baby                     | 罗·巴克斯特、约翰尼·摩尔                                 | 查尔斯·布朗                    | 4:47 |
| 7.   | Back Door Santa                          | 克拉伦斯·卡特、马可斯·丹尼尔                             | 克拉伦斯·卡特                  | 2:09 |
| 8.   | The Christmas Song                       | 梅尔·托尔梅、罗伯特·威尔斯                               | 纳·京·科尔                     | 3:10 |
| 9.   | Jingle Bell Rock                         | 乔·比尔、约瑟夫·卡里顿·比尔、吉姆·布特、詹姆斯·罗斯·布特 | 波比·海姆斯                    | 2:12 |
| 10.  | Father and Son                           | 卡尔文·马西、大卫·纽曼、卡特·史蒂文斯                    | 大卫·纽曼                      | 3:00 |
| 11.  | Finale                                   | 乔治·伯拱、阿尔弗雷德·纽曼、史蒂芬·舒瓦茨                | 大卫·纽曼                      | 4:02 |
| 12.  | Deep in the Heart of Xmas                | 桑米·哈加、杰西·汉姆斯                                   | 布莱恩·塞泽管弦乐团与達琳·洛芙 | 2:52 |

## 发行
由于施瓦辛格2月才签约参演本片，而且拍摄进程非常快，所以整个营销时长也只有半年出头。因此相应的电影衍生商品的推稍活动也仅局限于一个高13.5英寸，售价25美元的动作玩偶和美国西海岸地区举行的一场涡轮超人赛车比赛，并且没有任何的促销成效保证。不过多位评论家仍然在文章中认为这部电影拍摄的目的就是为了卖玩具。哥伦布否认了这一说法，表示涡轮超人一共只生产了20万个，因此所谓的营销数量要远远少于同年发行的其它电影如《空中大灌篮》、《101斑点狗》等。
《一路响叮当》于1996年11月16日在其主要拍摄地，明尼苏达州布隆明顿的美国购物中心举行了首映式，施瓦辛格出席并捐赠了电影的纪念品。11月22日，影片开始在全国的2401家电影院上映，首周入账1210万美元，落后于《星际旅行：第一类接触》、《空中大灌篮》和《赎金风暴》名列票房榜第四位，最终全球总票房为1亿2900万美元，收回了7500万美元的投资，考虑到其短暂的拍摄周期，影片在商业上还算成功。1997年10月，电影发行了VHS录像带，1998年11月发行了DVD，2004年12月重新发行了DVD。2007年10月，电影发行了名为“合家欢乐版”（family fun edition）的导演剪辑加长版，其中包括了几分钟的花絮和之前发行DVD中的其它幕后花絮内容，2008年12月，合家欢乐版发行了蓝光影碟。

## 反响
《一路响叮当》上映后恶评连连，根据烂蕃茄网站上收集的42篇专业评论文章，仅有7篇给出正面评价，“新鲜度”仅为17%。艾曼纽·里维 感觉影片“非常俗套”并批评莱温特的导演功底比拍电视剧好不了多少，他还觉得由于剧本的局限，哈特曼、威尔森和康拉德几位演员在片中都没有充分展现自己的机会。不过他也认为“施瓦辛格已经给出了一份合格的轻喜剧表演，时而还会穿插一句不错的台词”，而“辛巴格也有不错的表现”。《帝国杂志》的尼尔·杰夫瑞（Neil Jeffries）对此表示不同意，他感觉施瓦辛格的表演“呆若木鸡”，辛巴达也“太过刻意地想要表现得更幽默”，不过他称赞童星洛伊德对电影可谓有“救命之恩”。
《纽约时报》影评人简妮特·玛斯琳感觉《一路响叮当》情节上太过空洞，没能达到讽刺的预期目标，马隆提到过的儿子本可作为看点，但也像哈特曼的表演一样“白白浪费了”，莱温特的执导更是“无精打彩”。BBC的尼尔·史密斯（Neil Smith）批评电影剧本过分专注圣诞节的商业化，施瓦辛格的表演也“死气沉沉不知变通”，但称赞了哈特曼的表现。《芝加哥论坛报》影评人迈克尔·威明顿（Michael Wilmington）批评了这部电影，并很郁闷为什么片中的角色（主要是霍华德）会表现得那么不符逻辑：“霍华德·兰斯顿本该是位成功的床垫销售商，但这部电影却将他描绘成了一个暴躁且丑态百出的人物，脑子里一点明智的想法也没有”。《今日美国》的杰克·加纳（Jack Garner）干脆谴责本片讽刺不足，愤世嫉俗倒是有余。表示“这部令人痛苦的烂片灵感纯粹只是来源于收银机的叮当响。”他还写道，莱温特导演的失败在于他“完全没有……喜剧的节奏感”，导致“大部分对白中的暂停都只带来彻头彻尾的痛苦”。特雷弗·约翰斯顿甚至认为《一路响叮当》“似乎标志着施瓦辛格的演艺生涯要开始走下跌路了”，片中反消费主义的理念也很失败，“詹姆斯·贝鲁什扮演的圣诞坏老人和他那个存放赃物的仓库……提供了这部电影中唯一一个黑色幽默的亮点”。
IGN的麦克·德鲁克（Mike Drucker）称赞了影片选材上是“少数几部直接反映圣诞节商业化的电影之一”，虽然其最后20分钟有些掉价，同时前面的一个小时还有些平淡导致其“家庭娱乐”价值没有很好地体验出来。他总结认为《一路响叮当》是部有些老生常谈但总体风格还行的电影，《纽约时报》的杰米·马兰诺斯基（Jamie Malanowski）赞赏了电影的讽刺前提，但感觉其中“有太多的潜力没发掘”因为“电影制作者们（错误地）把幽默等同于混乱”。罗杰·艾伯特给予影片两颗半星的评价（最高为四星），并写道他“很喜欢这部电影”，并感觉影片也拥有足够的“能量”和幽默来吸引大量的观众。只是对“通过动作和（轻度）暴力而不是对话和剧情来表现圣延节物欲横流的无情观点有些失望”。凯文·卡尔则总结认为片子不是很出色，但作为家庭娱乐形式作品还是很有些惊喜。

### 奖项与提名
布莱恩·莱温特被提名金酸莓奖最差导演奖，不过还好最终败给了执导《脱衣舞娘》的安德鲁·伯格曼。相比之下辛巴达的运气要好得多，他因本片赢得了大片娱乐奖家庭电影最受欢迎男配角奖。

## 司法诉讼
1998年，默里·希尔出版公司（Murray Hill Publishing）起诉20世纪福克斯公司并要求15万美元的赔偿，声称电影的构思是窃取自其购买的一个剧本。这个剧本是一位名叫布莱恩·韦伯斯特（Brian Webster）的高中教师创作的，原本标题是《难道这就是圣诞节》（Could This Be Christmas?）。该公司表示剧本中有36处与《一路响叮当》雷同的地方，包括剧情、台词甚至角色的名字。默里·希尔出版公司总裁鲍勃·劳瑞尔（Bob Laurel）于1993年从韦伯斯特处买下该剧本，并在1994年将之寄到了福克斯和其它公司但没能收到任何回应，他由此声称福克斯公司当时读到剧本的科恩菲尔德窃取了这个故事。2001年，法院判福克斯公司败诉并赔偿默里·希尔公司1900万美元（其中1500万损失赔偿，400万司法成本赔偿），韦伯斯特也将获得其中的一部分。不过劳瑞尔没能等到福克斯公司支付赔偿金就在案件判决几个月后去世了，在之后的上诉中，损害赔偿要求一度降低到了150万美元，但最初的判决于2004年被推翻。上诉法院法官裁决电影构思并非是窃取的，因为福克斯公司是在科恩菲尔德或其他任何人读到《难道这就是圣诞节》以前就从他手中买下了《一路响叮当》的剧本。